# Francesco Antonio Tullio
Francesco Antonio Tullio (* 1660 in Neapel; † 7. März 1737 ebenda) war ein italienischer Librettist.
Über Tullios Leben, der auch unter dem Pseudonym Colantonio Feralintisco veröffentlichte, ist so gut wie nichts bekannt. Sein frühestes bekanntes Libretto ist La Cilla, 1707 von Michelangelo Faggioli vertont. Weitere Libretti verfasste er u. a. für Leonardo Vinci, Nicola Fago, Antonio Orefice, Michele De Falco, Leonardo Leo, Giuseppe de Majo, Francesco Antonio Feo, Francesco Corradini und Giampaolo De Dominici. Als sein bedeutendstes Werk gilt das Libretto zu Alessandro Scarlattis Buffo-Oper Il trionfo dell’onore. Die meisten seiner Libretti sind im neapolitanischen Dialekt geschrieben.

## Werke
- La Cilla, Michelangelo Faggioli, 1707
- Le fenzejune abbenturate, Nicola Fago, 1710
- Li viecchie coffejate, Michele De Falco, 1710
- La Cianna, Nicola Fago, 1711
- Lo finto Armeneio, Antonio Orefice, 1717
- Le fente zingare, Antonio Orefice, 1717 (von Leonardo Leo 1724 überarbeitet)
- Retella e Chiarchia, Antonio Orefice, 1718
- La fenta pazza co la fenta malata, Antonio Orefice, 1718
- Il gemino amore, Antonio Orefice, 1718
- Il trionfo dell’onore, Alessandro Scarlatti, 1718
- La forza della virtù, Francesco Antonio Feo, 1719
- La festa de Bacco, Leonardo Vinci, 1722
- Li stravestemiente affortunate, Giampaolo De Dominici, 1722
- La Locinna, Antonio Orefice, 1723
- Le pazzie d’ammore, Michele De Falco, 1723
- Le fente zingare, 1724
- Lo ’ngiegno de le femmene, Francesco Corradini, 1724
- L’aracolo de Dejana, Francesco Corradini, 1725
- La Donna Violante, Leonardo Leo, 1726
- Lo viecchio avaro, Giuseppe de Majo, 1727
- La vecchia trammera, Leonardo Leo und Antonio Orefice, 1732
- La finta pellegrina, Antonio Orefice und Domenico Sarro, 1734
- Il trionfo del glorioso patriarca, 1734
- Angelica ed Orlando, Gaetano Latilla, 1735